# Jay Robinson
Jay Robinson (n. 14 aprilie 1930, New York City, New York, SUA – d. 27 septembrie 2013, Sherman Oaks, Los Angeles, California, SUA) a fost un actor american de film, de televiziune  și de teatru. A devenit foarte cunoscut prin interpretarea rolului împăratului Caligula în filmul Tunica (1953) și în continuarea acestuia Demetrius și gladiatorii (1954).

## Biografie
S-a născut în New York NYC, ca fiul un dansatoare și al directorului Van Heusen Shirt Co.  A devenit interesat de actorie după ce a descoperit un album cu imagini din cariera de dansatoare a mamei sale.

## Filmografie
- Tunica (The Robe) (1953) - Caligula
- Demetrius și gladiatorii (1954) - Caligula
- The Virgin Queen (1955) cu Bette Davis
- My Man Godfrey (1957) cu David Niven și June Allyson
- Tot ceea ce ați vrut să știți despre sex, dar v-a fost teamă să întrebați (1972) cu Woody Allen
- Bram Stoker's Dracula
- Three the Hard Way (1974) ca  Monroe Feather
- Transylvania Twist (1989)
- Undercover Brother (2002) ca  Monroe Feather

### Televiziune
- Star Trek: Seria originală (episodul "Elaan of Troyius")
- Days of our Lives (Monty, the homeless drunk)
- The Wild Wild West (Dr. Maitland in "The Night of the Sedgewick Curse")
- Planeta maimuțelor
- Sid & Marty Krofft's Dr. Shrinker
- The Krofft Supershow.
- Buck Rogers in the 25th Century, episodul "Planet of the Amazon Women" - Cassius Thorne
- Bewitched în 2 episoade ca Julius Caesar (1969)
- Kolchak: The Night Stalker 1 episod (1975)

## Legături externe
```
* 
Jay Robinson
 la 
Internet Movie Database
 
```

- Jay Robinson la Find a Grave
- Jay Robinson la Allmovie
- en Jay Robinson la Memory Alpha (site wiki pentru Star Trek)